# تشارلز س. إيبرهارت
تشارلز س. إيبرهارت (بالإنجليزية: Charles C. Eberhardt)‏ هو دبلوماسي أمريكي، ولد في 1871 في سالينا في الولايات المتحدة، وتوفي في 1965 في فورت سميث في الولايات المتحدة.